# Bombay (kattenras)

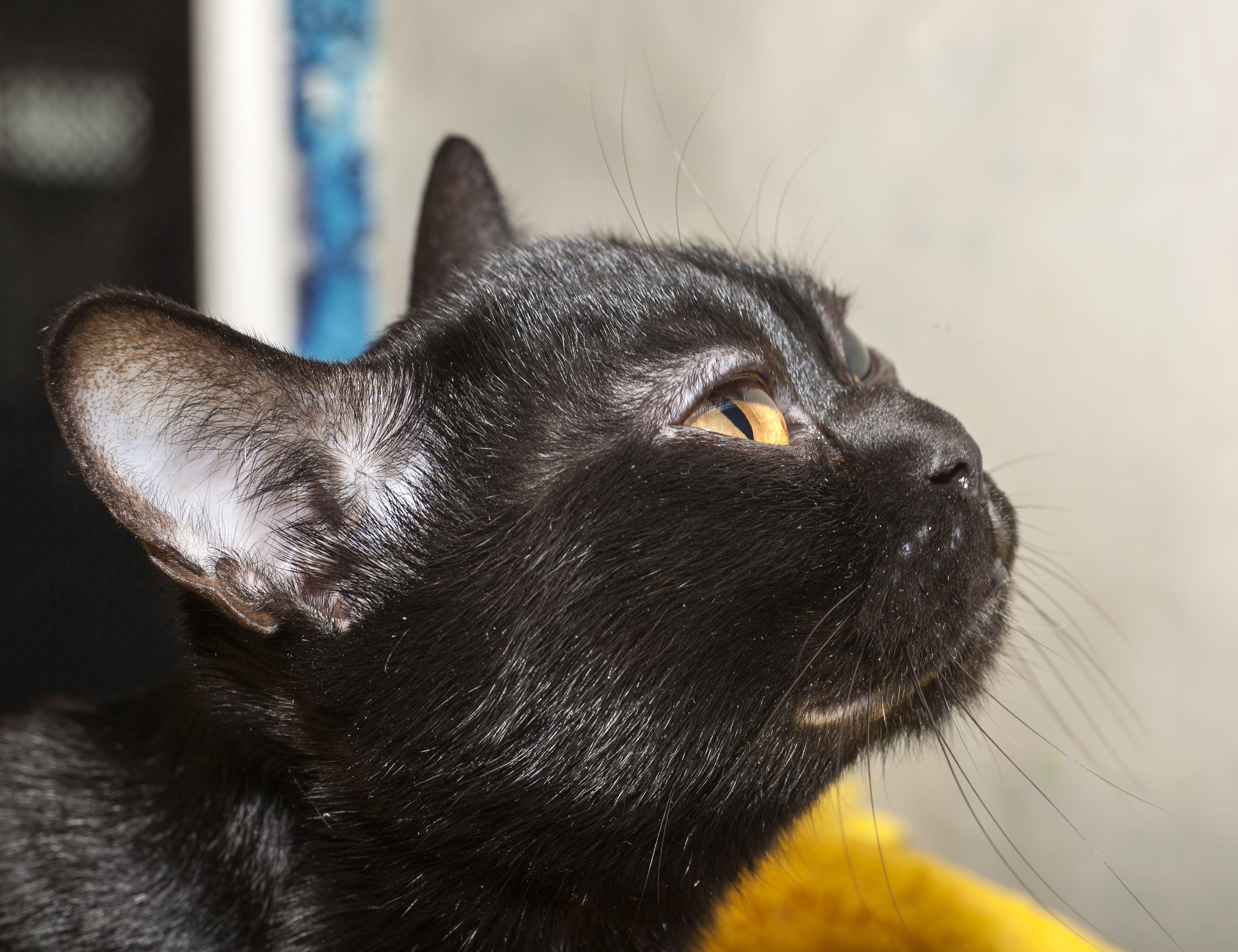
Kopstudie van typisch profiel (Amerikaans-type)

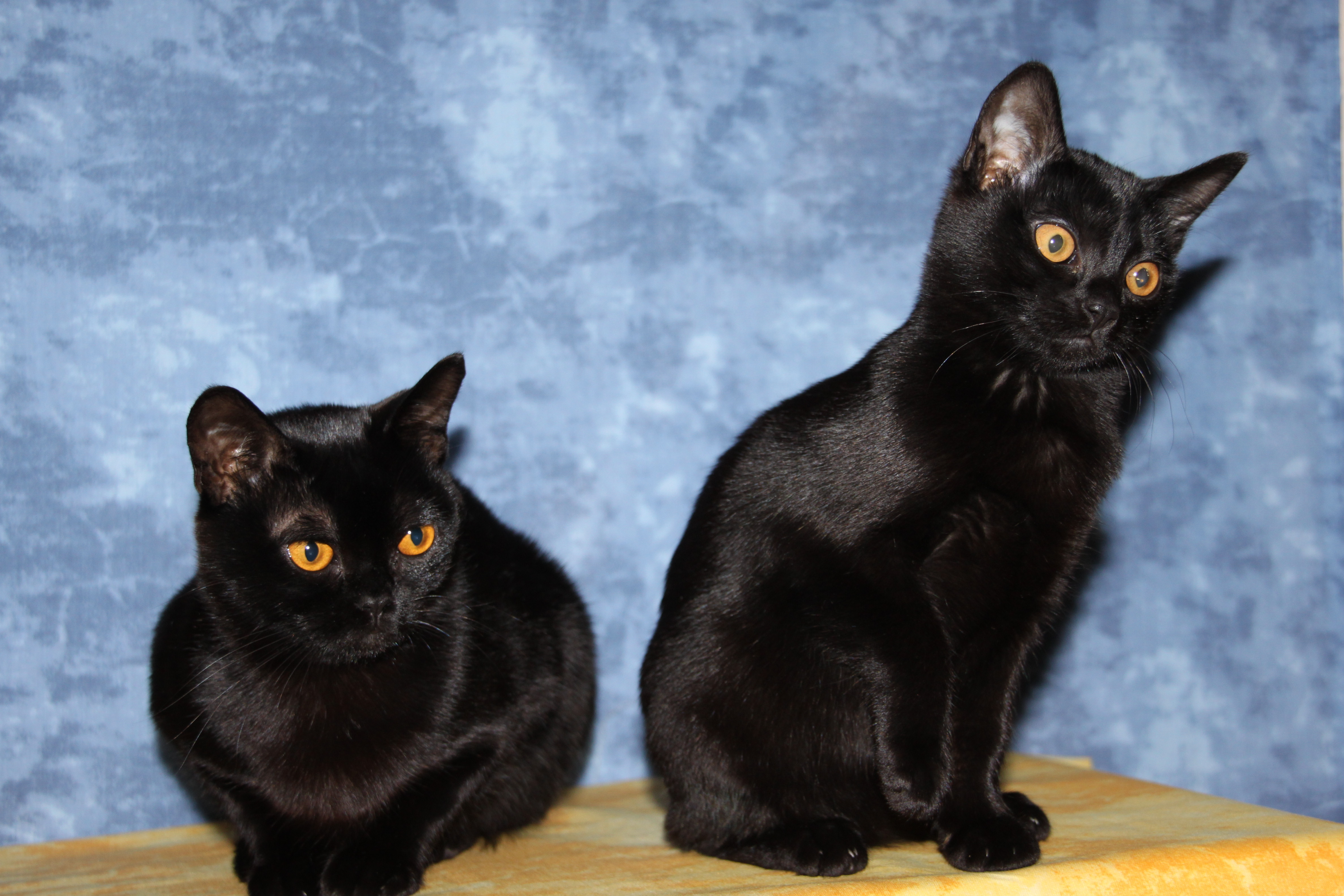
Twee volwassen katten (Amerikaans-type)

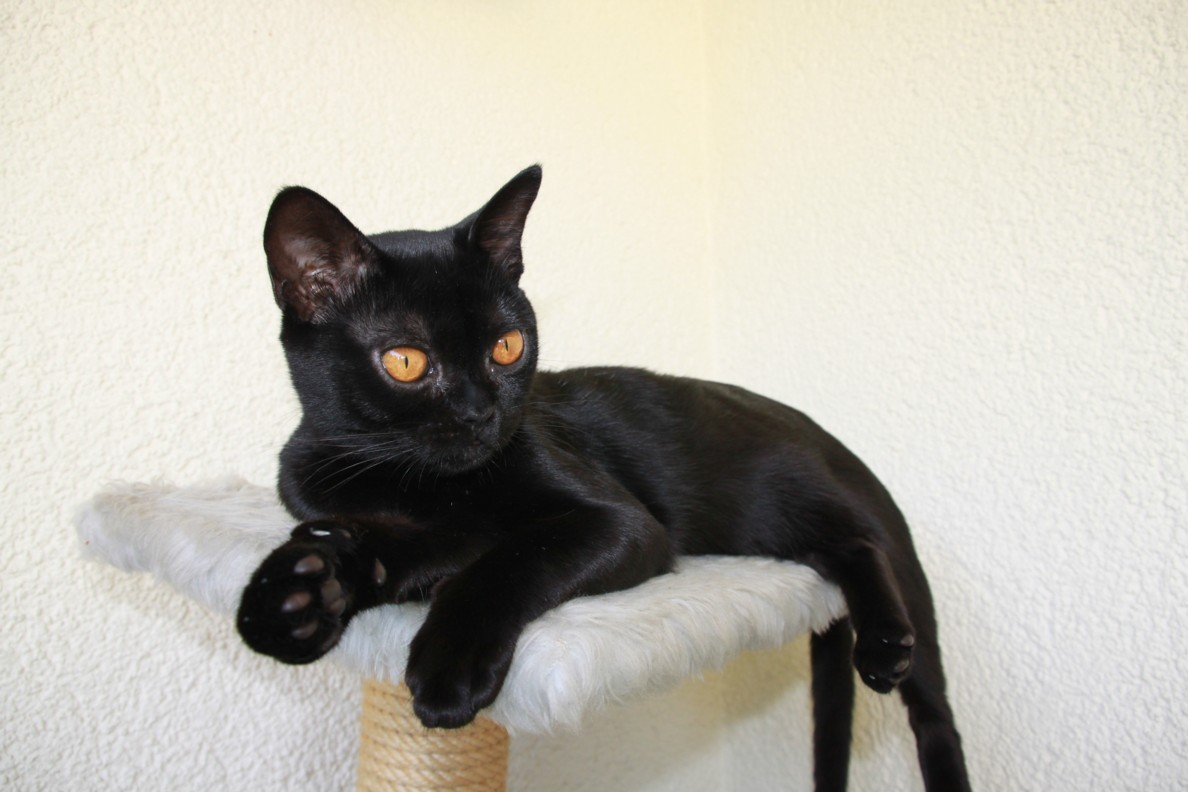
Volwassen kater (Amerikaans-type)

De Bombay is een kattenras met een glanzende zwarte vacht en grote, goudkleurige ogen. De naam Bombay wordt gebruikt voor twee raskatten met verschillende achtergronden, en wordt daarom onderverdeeld in het Amerikaanse-type en Britse-type. Het Britse-type valt onder de Aziatische Groep. Het ras is vernoemd naar de Indiase stad Bombay (Mumbai), omdat de Indiase zwarte luipaard net zo'n zwart glanzende vacht had als deze kat.

## Geschiedenis

### Amerikaans-type
Het ontstond in de jaren vijftig van de twintigste eeuw in de Verenigde Staten als kruisingproduct. Men wilde een effen-zwarte Burmees fokken en kruiste hiertoe een zwarte (bruin, sable) Amerikaanse Burmees met een zwarte Amerikaans korthaar. De hieruit komende kittens werden steeds teruggekruist met Burmezen zodat na enkele generaties een fenotype werd gerealiseerd dat op de zwarte vachtkleur na identiek was aan een Burmees qua uiterlijk en karakter. In 1976 volgde erkenning door Amerikaanse overkoepelende organisaties als separaat ras. Bombays uit deze fokprogramma's werden vanaf eind jaren tachtig naar Europa geëxporteerd, aanvankelijk eerst naar Duitsland en Frankrijk waar men deze kruiste met de daar aanwezige Burmezen om ook op eenzelfde wijze het ras van de grond te krijgen. Het rasuiterlijk aan beide kanten van de oceaan verschilt enigszins omdat de Amerikaanse Burmees veel compacter en brachycephaler van koptype is dan de Europese Burmees.

### Brits-type
Ook werden er eind vorige eeuw zwarte Burmeestype dieren gefokt in Engeland. Deze kwamen echter voort uit het fokpprogramma voor de Aziatische kat, een diverse kleurgroep van een ras wat tevens een Burmees type heeft waar oorspronkelijk aan de aanvang drie Britse zwarte rasloze huiskatten aan de basis stonden en Europese Burmezen.

## Karakter en voorkomen
De Bombay heeft het extraverte en aanhankelijke karakter van de Burmees, een middelgroot, elegant doch gespierd voorkomen, een ronde kop en is totaal zwart van uiterlijk met een gladde, korte, glanzende, glad aanliggende vacht.